# Punta Macolla
Punta Macolla es un balneario virgen ubicado al noroeste de la península de Paraguaná. Poco conocido y poco visitado por los turistas, su atractivo principal es el faro que se encuentra aquí desde 1902 y fue restaurado en dos ocasiones siendo la última en 1992. Este faro actualmente se encuentra activo y sirve de guía a las embarcaciones. Hay dos formas de llegar, desde el cabo San Román o por el suroeste de la península entrando por Villa Marina. En ambos casos se recomienda un vehículo de tracción en las cuatro ruedas.

## Fuente
- Este artículo incorpora material de www.guiaparaguana.com, que mediante una autorización permitió agregar contenido e imágenes y publicarlos bajo licencia GFDL.

- Datos: Q6092971
- Multimedia: Punta Macolla / Q6092971